# 坂本村 (新潟県)
坂本村（さかもとむら）は、かつて新潟県南魚沼郡にあった村。

## 沿革
- 1889年（明治22年）4月1日 - 町村制施行に伴い南魚沼郡船ケ沢新田、黒土新田、黒土村、大倉村が合併し、坂本村が発足。
- 1900年（明治33年）12月7日 - 南魚沼郡水無村と合併して、赤石村となり消滅。